# Dansul lui Zorba
„Dansul lui Zorba” este un cântec compus de compozitorul grec Mikis Theodorakis. Piesa muzicală a fost interpretată în filmul Zorba Grecul (1964), pentru care Theodorakis a scris coloana sonoră și a devenit popular în întreaga lume. El este cântat și dansat deseori în tavernele grecești. Melodia din film a fost înregistrată de atunci ca un cântec separat de către mulți alți muzicieni din întreaga lume. Unele dintre cele mai importante sunt enumerate mai jos.
Herb Alpert și Tijuana Brass au înregistrat o versiune a piesei (ca „Zorba Grecul”) pentru albumul Going Places (1965). Aflată pe partea B a single-lui „TijuanaTaxi” al grupului, piesa a ajuns pe locul 11 în topul Billboard Hot 100.
Melodia a ajuns pe locul 6 în UK Singles Chart în august 1965, în interpretarea lui Marcello Minerbi (Durium Records DRS 54001).
Saxofonistul Phil Woods a înregistrat o variantă a acestei melodii pe albumul său Greek Cooking.
Melodia a fost interpretată, printre altele, în filmul Lock, Stock and Two Smoking Barrels și în episodul „Subdivision” din Prison Break, unde Charles „Haywire” Patoshik a intrat într-un fast-food și a consumat suc și înghețată.
Piesa este considerată infamă în Peru din cauza pentru asocierii sale cu organizația politică Sendero Luminoso. La începutul anilor 1990 un videoclip în care conducerea grupului Sendero Luminoso dansa pe această melodie a arătat că liderii organizației se ascundeau în Lima.
Violonistul David Garrett a inclus cântecul pe albumul omonim din 2009.